# 拉巴莱讷
拉巴莱讷（法語：La Baleine，法語發音：[la balɛn]）是法国芒什省的一个市镇，属于库唐斯区。

## 地理
拉巴莱讷（48°55'28"N, 1°19'4"W）面积4.13 平方千米，位于法国诺曼底大区芒什省，该省份为法国西北部沿海省份，西、北、东北三面环大西洋，东起顺时针与卡爾瓦多斯省、奧恩省、马耶讷省和伊勒-维莱讷省接壤。
与拉巴莱讷接壤的市镇（或旧市镇、城区）包括：昂比、圣但尼勒加、谢讷河畔加夫赖。

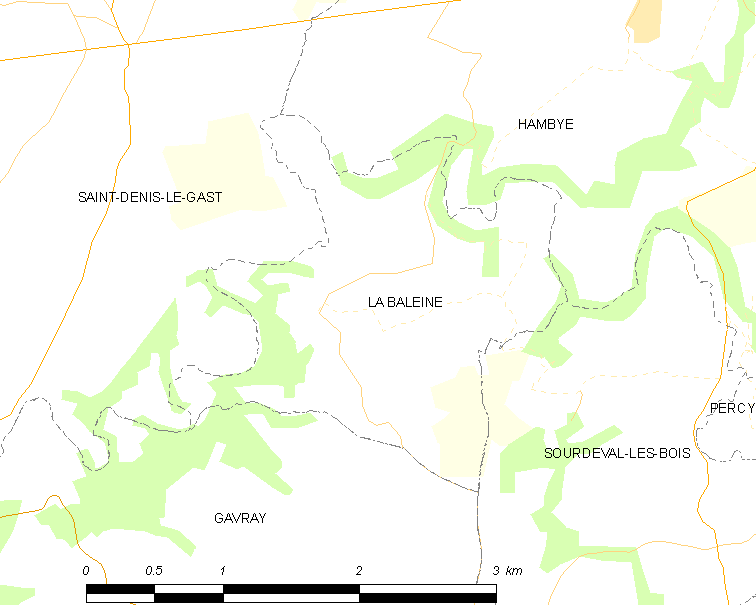
拉巴莱讷的OSM定位图

拉巴莱讷的时区为UTC+01:00、UTC+02:00（夏令时）。

## 行政
拉巴莱讷的邮政编码为50450，INSEE市镇编码为50028。

## 政治
拉巴莱讷所属的省级选区为谢讷河畔凯特勒维尔县。

## 人口

1962-2008年间拉巴莱讷人口变化图示

拉巴莱讷于2022年1月1日时的人口数量为106人。